# ویسامبورگ
ویسامبورگ (به فرانسوی: Wissembourg) یک کمون در فرانسه است که در (به انگلیسی: canton of Wissembourg) واقع شده‌است.

## خصوصیات
ویسامبورگ ۴۸٫۱۸ کیلومترمربع مساحت و ۸٬۰۰۸ نفر جمعیت دارد و ۱۶۰ متر بالاتر از سطح دریا واقع شده‌است.

## خواهرخوانده
شهر تانگرمونده خواهرخواندهٔ ویسامبورگ هست.